# Andrej Longo
Andrej Longo (Ischia, 1959) è uno scrittore italiano.

## Biografia
Il nome Andrej gli è stato dato dal padre, in omaggio a Guerra e pace di Tolstoj.
Laureatosi in Lettere al DAMS di Bologna, dopo aver lavorato come bagnino, cameriere e pizzaiolo, Longo inizia la sua attività letteraria collaborando come autore di opere teatrali, radiofoniche e cinematografiche.
Nel 2002 pubblica la raccolta di racconti Più o meno alle tre. L'anno successivo pubblica il romanzo Adelante (Vincitore ad ex aequo Sezione Narrativa Premio Nazionale Letterario Pisa). Nel 2007 pubblica Dieci, una raccolta di racconti ambientati a Napoli ed ispirati ai dieci comandamenti, per il quale Longo viene insignito del Premio Bagutta, del Premio Nazionale di Narrativa Bergamo e del Premio Piero Chiara.
Nel 2011 un suo testo è apparso nell'antologia Meridione d'inchiostro. Racconti inediti di scrittori del Sud (Stilo Editrice).
Nel 2022 con il romanzo Solo la pioggia si è aggiudicato il Premio Letteraria.

## Opere
- Prima o poi tornerò, Guida, Napoli, 1992 (insieme a un racconto di Lina Wertmüller)
- Più o meno alle tre, Meridiano Zero, Padova, 2002
- Adelante, Rizzoli, Milano, 2003
- Dieci, Adelphi, Milano, 2007 - Sellerio, Palermo, 2025, ISBN 9788838947766
- Chi ha ucciso Sarah?, Adelphi, Milano, 2009
- Lu campo di girasoli, Adelphi, Milano, 2011
- L'altra madre, Adelphi, Milano, 2016
- Solo la pioggia, Sellerio, Palermo, 2021
- Mille giorni che non vieni, Sellerio, Palermo, 2022
- La forma dei sogni, Sellerio, Palermo 2023
- Undici. Non dimenticare, Sellerio, Palermo, 2025, ISBN 9788838947773

### Racconti
- La neve a Natale, racconto nell'antologia Una settimana in giallo, Sellerio, Palermo, 2021
- La notte di San Lorenzo, racconto nell'antologia Una notte in giallo, Sellerio, Palermo, 2022